# Leptacis ariadne
Leptacis ariadne är en stekelart som beskrevs av Peter Neerup Buhl 1999. Leptacis ariadne ingår i släktet Leptacis och familjen gallmyggesteklar. Inga underarter finns listade i Catalogue of Life.